# Haspershoven
Haspershoven is een gehucht in de gemeente Overpelt in de Belgische provincie Limburg. Het telt ongeveer 600 inwoners. Centraal door Haspershoven lopen de Hasperhovenstraat en de Leopoldlaan. Haspershoven heeft geen kerk maar wel een kapel uit 1912. 
In het oosten en noorden wordt het gehucht begrensd door de rivier de Dommel.

## Geschiedenis
Op de Ferrariskaart uit de jaren 1770 is de plaats weergegeven als het gehucht Hasperhoven, net ten zuidwesten van Neerpelt en ervan gescheiden de Dommel.

## Diensten
Haspershoven heeft een modern zwembad, de Dommelslag, en een koninklijk Atheneum. Verder herbergt het gehucht ook nog een klein lager schooltje, met slechts twee graadsklassen.
Deelgemeenten: Neerpelt · Overpelt · Sint-Huibrechts-Lille

Overige kernen: Boseind · Grote Heide · Haspershoven · Heesakker · Herent · Holheide · Lindelhoeven · Overpelt-Fabriek

Belgische gemeenten · Arrondissement Maaseik · Limburg · Vlaanderen